# Camponotus coriolanus
Camponotus coriolanus är en myrart som beskrevs av Auguste-Henri Forel 1912. Camponotus coriolanus ingår i släktet hästmyror, och familjen myror. Inga underarter finns listade.